# Lepanthes acuminata
Lepanthes acuminata é uma espécie de orquídea (Orchidaceae) dispersa do México à Venezuela.